# Periclimenes soror
Periclimenes soror (zeestergarnaal) is een garnalensoort uit de familie van de Palaemonidae. De wetenschappelijke naam van de soort is voor het eerst geldig gepubliceerd in 1904 door Nobili.

## Galerie

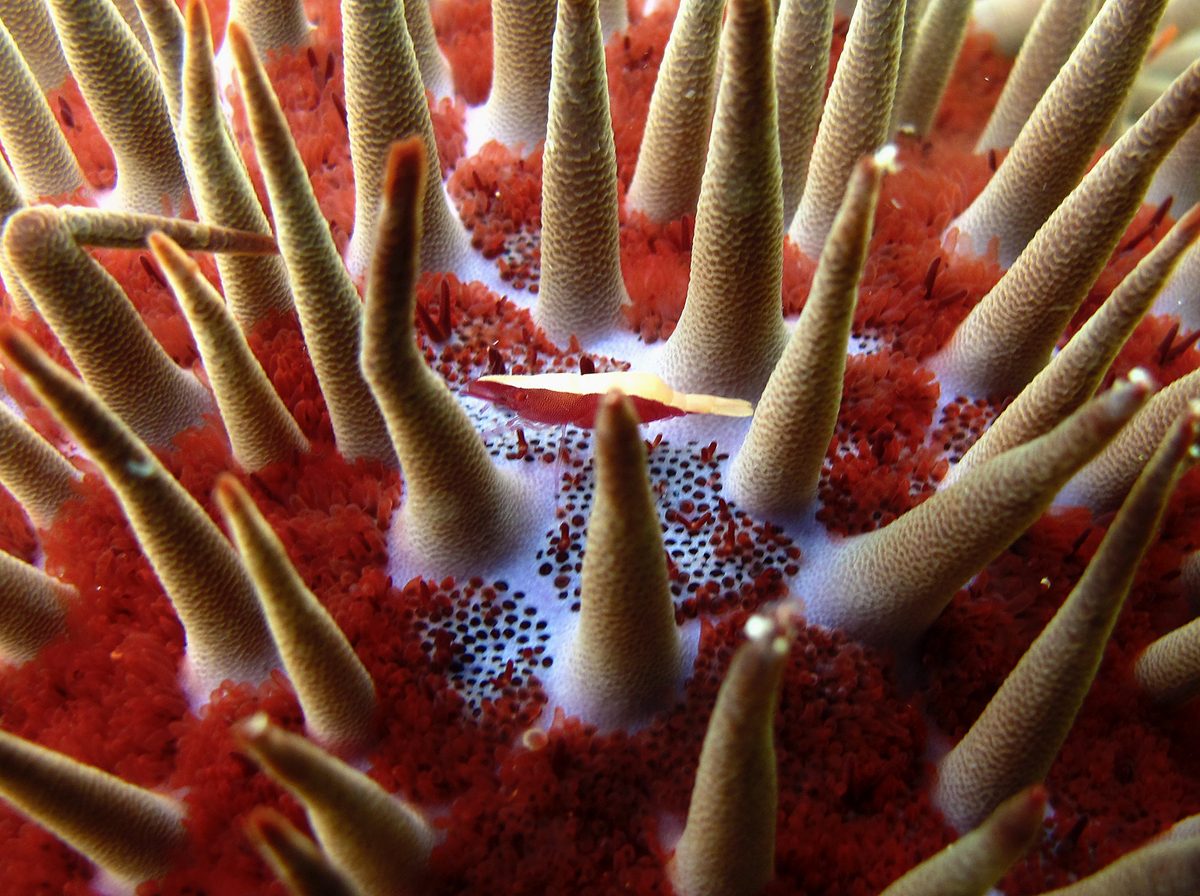
Periclimenes soror tussen de stekels van een doornenkroon.
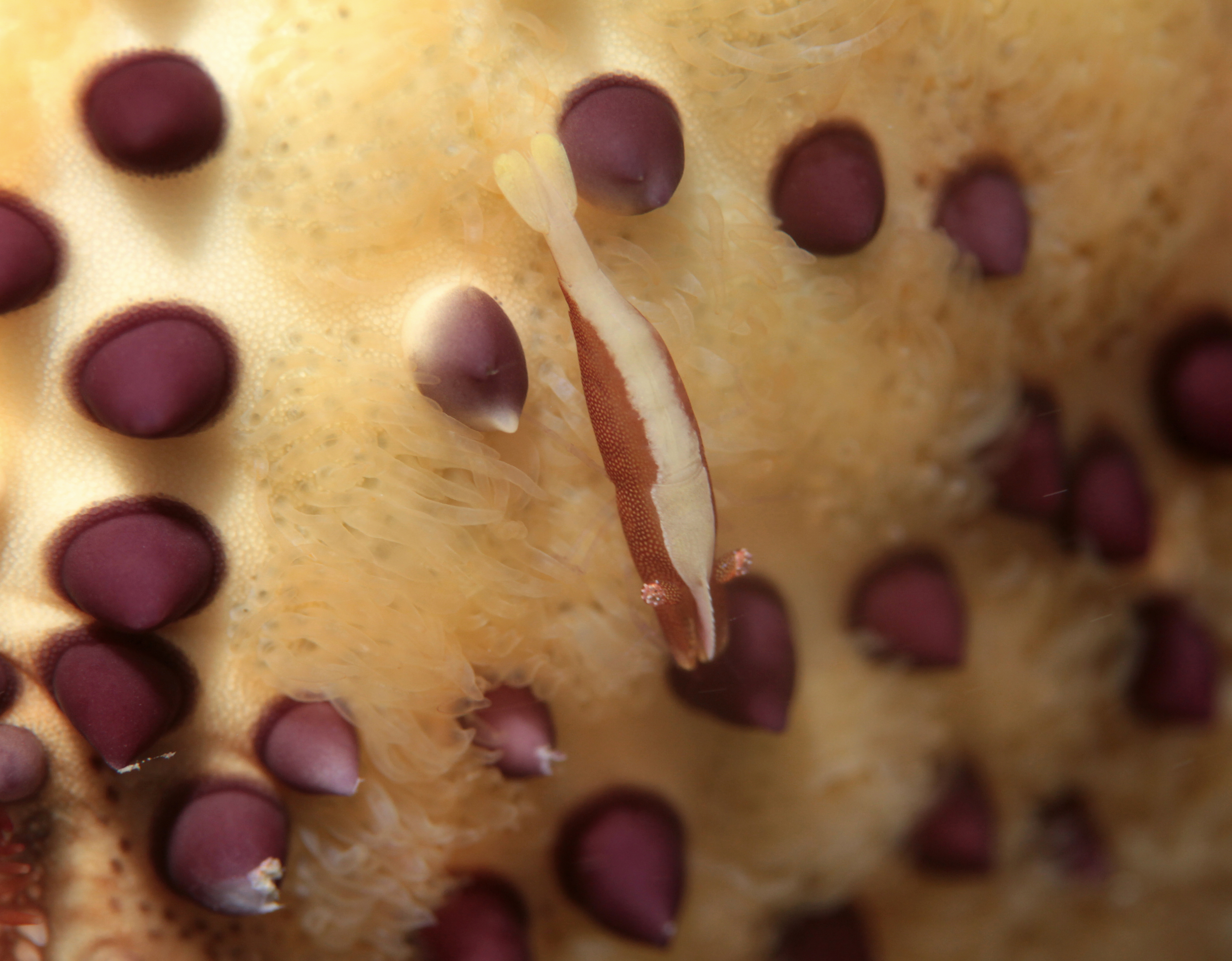
Periclimenes soror op een Culcita schmideliana (Zeester) bij Réunion.